# Materva
Materva – kubański napój gazowany na bazie yerba mate. Jest on produkowany w Miami na bazie ziół importowanych z Ameryki Południowej. Pierwotnie napój wytwarzany był na Kubie, od 1920 roku do kubańskiej rewolucji.